# Icefog
Icefog (рус. Ледяной туман [слитно]) — кибершпионская кампания, запущенная как минимум в 2011 году. Основной целью кампании является кража данных и атаки на правительственные организации, военные ведомства, судостроительные фирмы, операторы спутниковой и телефонной связи и средства массовой информации, в основном все они расположены в Японии, Южной Корее и Тайване. Для атак использовалось вредоносное ПО. Из остальных жертв всего несколько десятков используют систему Windows, более 350 — macOS. Из жертв, использующих macOS, более 95 % находятся в Китае.
Название Icefog дано кампании в связи с названием командного сервера одной из вредоносных программ, использующихся в ней.
Одна из последних атак Icefog проходила в 2018—2019 годах.

## Схема атаки
Атаки Icefog проходят через рассылку вредоносных вложений или ссылок на вредоносные веб-сайты, при рассылке вложений используются эксплойты для Microsoft Word и Microsoft Excel, например CVE-2012-1856 и CVE-2012-0158, вредоносные сайты используют эксплойты Java CVE-2013-0422 и CVE-2012-1723. При скачивании вложения или переходе по ссылке на устройство скачивается бэкдор Fucobha, одновременно с этим пользователю показывается документ-приманка. Далее бэкдор может удалённо принимать команды от киберпреступников и красть данные, включая пароли.